# Dương Đình Nghệ
Dương Đình Nghệ (chữ Hán: 楊廷藝 22 tháng 11 năm 874 – 937), là một nhà quân sự, chính trị người Việt, người đã cùng 3.000 giả tử hành quân từ Thanh Hóa tiến ra Đại La đánh bại quân Nam Hán đang chiếm đóng ở đó. Dương Đình Nghệ tự mình phong là Tiết độ sứ, trông coi các châu. Đến năm 937, ông bị viên tướng cấp dưới là Kiều Công Tiễn giết hại.

## Tên gọi
Đại Việt sử ký toàn thư, ngoại kỷ, Quyển V chép là Dương Đình Nghệ kèm ghi chú: "Cương mục ghi Dương Diên Nghệ, người Ái Châu, tức Thanh Hóa (CMTB5, 17a). Tài liệu Trung Quốc như Tống sử (q. 488), Tư trị thông giám v.v... cũng chép là Dương Diên Nghệ. Ngũ đại sử (q. 65) chép như Toàn thư (là Đình Nghệ). Có thể nhầm nét chữ vì chữ 延 diên và chữ 廷 đình gần giống nhau."
Trong số sách ghi họ tên ông là Dương Diên Nghệ có Khâm định Việt sử thông giám cương mục. Ở phần tiền biên, Quyển V của sách này có ghi chú: "Sách An Nam kỷ yếu chép là Đình Nghệ. Nay theo sách Cương mục (Trung Quốc) đổi lại là Diên Nghệ."

## Sự nghiệp